# Villiers-le-Bâcle
Villiers-le-Bâcle är en kommun i departementet Essonne i regionen Île-de-France i norra Frankrike. Kommunen ligger i kantonen Bièvres som tillhör arrondissementet Palaiseau. År 2022 hade Villiers-le-Bâcle 1 040 invånare.

## Befolkningsutveckling
Antalet invånare i kommunen Villiers-le-Bâcle
| Referens: INSEE |